# Jadokłanie
Jadokłanie, Jodokłanie (biał. Едаклані, Jedakłani; ros. Едоклани, Jedokłani) – wieś na Białorusi, w obwodzie grodzieńskim, w rejonie ostrowieckim, w sielsowiecie Gudogaje.

## Historia
W XIX i w początkach XX w. okolica szlachecka położona w Rosji, w guberni wileńskiej, w powiecie wileńskim. Po I wojnie światowej pod administracją polską, w Zarządzie Cywilnym Ziem Wschodnich. W latach 1920–1922 w składzie Litwy Środkowej.
Od 11 kwietnia 1922 leżały w Polsce, w województwie wileńskim, w powiecie wileńsko-trockim, w gminie Worniany. W 1938 istniały okolice Jadokłanie i Jadokłanie Satre oraz zaścianek Jadokłanie Nowe.
Po II wojnie światowej w granicach Związku Sowieckiego. Od 1991 w niepodległej Białorusi.

## Ludzie związani z miejscowością
- Michał Krukowski – oficer, kawaler Orderu Virtuti Militari, sędzia Sądu Apelacyjnego w Wilnie; urodzony w Jadokłaniach